# Chaetabraeus schawalleri
Chaetabraeus schawalleri är en skalbaggsart som beskrevs av Yves Gomy 1992. Chaetabraeus schawalleri ingår i släktet Chaetabraeus och familjen stumpbaggar. Inga underarter finns listade i Catalogue of Life.